# Thomas Prügl
Thomas Prügl (* 1963) ist ein deutscher katholischer Theologe. Er ist Professor für Kirchengeschichte an der Universität Wien; seine Forschungsschwerpunkte betreffen vor allem das Mittelalter.

## Leben und Wirken
Er studierte von 1982 bis 1989 katholische Theologie an der Ludwig-Maximilians-Universität München, wo er das Lizentiat 1988 in Katholischer Theologie und 1994 die Promotion zum Dr. theol. erwarb. Ein Auslandsstudium 1984/1985 absolvierte er an der Pontificia Università Gregoriana in Rom. Von 1991 bis 2000 war er Wissenschaftlicher Mitarbeiter und wissenschaftlicher Assistent am Grabmann-Institut zur Erforschung der mittelalterlichen Theologie und Philosophie an der LMU München. Von 2001 bis 2004 war Prügl Assistant Professor for Historical Theology an der University of Notre Dame, von 2004 bis 2008 an derselben Universität Associate Professor for Historical Theology und Tisch Family Collegiate Chair. Zusätzlich war 2005/2006 Acting Director des Medieval Institute of Notre Dame. Seit 2008 forscht und lehrt er als Universitätsprofessor für Kirchengeschichte an der Katholisch-Theologischen Fakultät der Universität Wien.
Seine Forschungsfelder sind Kirchengeschichte und Ekklesiologie des Mittelalters, die Konzilien von Konstanz und Basel, Geschichte der Schriftauslegung im Mittelalter, Geschichte des Dominikanerordens, seiner Mitglieder und Einrichtungen und Geschichte der Mediävistik.

## Schriften (Auswahl)
Monographien
- Die Ekklesiologie Heinrich Kalteisens OP in der Auseinandersetzung mit dem Basler Konziliarismus. Mit einem Textanhang (= Veröffentlichungen des Grabmann-Institutes zur Erforschung der mittelalterlichen Theologie und Philosophie. Neue Folge. Band 40). Ferdinand Schöningh, Paderborn 1996, ISBN 3-506-79440-X (zugleich Dissertation, München 1993/1994).
- Antonio da Cannara. De potestate pape supra Concilium Generale contra errores Basiliensium. Einleitung, Kommentar und Edition ausgewählter Abschnitte  (= Veröffentlichungen des Grabmann-Institutes zur Erforschung der mittelalterlichen Theologie und Philosophie. Neue Folge. Band 41). Ferdinand Schöningh, Paderborn 1996, ISBN 3-506-79441-8.

Herausgeberschaften
- Credo ut intelligam. Martin Grabmann zum 50. Todestag. Begleitband zur Ausstellung des Grabmann-Instituts der Universität München in Zusammenarbeit mit der Universitätsbibliothek Eichstätt (= Schriften der Universitätsbibliothek Eichstätt. Band 41). EOS Verlag, Sankt Ottilien 1999, ISBN 3-88096-931-0.
- mit Marianne Schlosser: Kirchenbild und Spiritualität. Dominikanische Beiträge zur Ekklesiologie und zum kirchlichen Leben im Mittelalter. Festschrift für Ulrich Horst zum 75. Geburtstag. Schöningh, Paderborn 2007, ISBN 3-506-75651-6.
- mit Oda Wischmeyer: Handbuch der Bibelhermeneutiken. Von Origenes bis zur Gegenwart. Walter de Gruyter, Berlin 2016, ISBN 978-3-11-032999-5.
- mit Viliam Štefan Dóci O.P.: Bibelstudium und Predigt im Dominikanerorden. Geschichte, Ideal, Praxis. Dissertationes Historicae; Band XXXVI, Nr. 2019. Istitutum Historicum Ordinis Praedicatorum, Rom 2019.